# Kevin Yebo
Kevin Jan Yebo (* 14. März 1996 in Bonn) ist ein deutsch-ivorischer Basketballspieler.

## Spielerlaufbahn
Yebo, dessen Vater von der Elfenbeinküste stammt, spielte Fußball beim BSV Roleber und bei TuS Germania Hersel. Der Sozialarbeiter und ehemalige Berufsbasketballspieler Joe Asberry entdeckte ihn an der Schule für den Basketballsport. Yebo begann im Alter von 16 Jahren mit der Sportart, spielte in der Jugend für die Sportgemeinschaft Sechtem 1971. In der Spielzeit 2013/14 stand er im Aufgebot der U19-Mannschaft des TSV Bayer 04 Leverkusen und ging mit dem Werksklub in der Nachwuchs-Basketball-Bundesliga ins Rennen. Nachdem er 2014/15 für die dritte Sechtemer Herrenmannschaft aufgelaufen war, schaffte Yebo im Sommer 2015 den Sprung zu den 1. Herren der SG (damals 1. Regionalliga).
Im November 2015 wechselte er von Sechtem zu einem anderen Regionalligisten, dem VfR Limburg. Vom Internetdienst eurobasket.com wurde er am Ende des Spieljahres 2015/16 als bester Neuling der Südweststaffel der 1. Regionalliga ausgezeichnet, in der Saison 2016/17 wurde ihm eine weitere Auszeichnung zuteil: Erneut berief eurobasket.com Yebo in die „erste Fünf“ der besten deutschen Spieler der Regionalliga Südwest, nachdem er im Saisonverlauf in 26 Einsätzen im Schnitt 16,5 Punkte sowie 11 Rebounds je Begegnung verbucht hatte.
Im Juli 2017 wurde Yebo von der Spielgemeinschaft Ehingen/Urspring verpflichtet und schaffte auf diese Weise seinen persönlichen Aufstieg in die 2. Bundesliga ProA. In 30 Spielen der Saison 2017/18, in der er mit Ehingen den sportlichen Klassenverbleib in der 2. Bundesliga ProA verpasste, kam Yebo auf einen Punkteschnitt von 10,9 und lag mit einem Mittelwert von 7,4 Rebounds je Begegnung ligaweit auf dem dritten Rang. Da sich Köln freiwillig zurückzog, wurde Ehingen nachträglich auf einen Nichtabstiegsplatz gesetzt. Im August 2018 gewann Yebo in der Wettkampfklasse Herren an der Seite von Dennis Schröder, Femi Oladipo und Ray Williams als Der Stamm die deutsche Meisterschaft in der Basketball-Variante „3-gegen-3“.
Mit 15,5 Punkten pro Spiel war Yebo in der Punktrunde der Saison 2018/19 bester deutscher Korbschütze der 2. Bundesliga ProA. Seine 9,8 Rebounds je Begegnung waren Ligahöchstwert. Anfang Juli 2019 wurde er vom Bundesliga-Aufsteiger Hamburg Towers verpflichtet. Bei den Hanseaten kam er in 14 Bundesliga-Spielen zum Einsatz und kam auf 3,4 Punkte sowie 2,5 Rebounds im Schnitt. Yebo wurde im Sommer 2020 in die Nationalmannschaft im „3-gegen-3“ berufen. Auf Vereinsebene entschloss er sich, in die zweite Liga zurückzugehen, im August 2020 wurde er von den Eisbären Bremerhaven verpflichtet. Im Juli 2021 wurde er mit der Mannschaft Der Stamm erneut deutscher Meister im „3-gegen-3“.
Nachdem er in der Saison 2021/22 mit Mittelwerten von 17 Punkten, 8,4 Rebounds sowie 1,9 Korbvorlagen je Begegnung Führungsspieler der Eisbären gewesen war, kehrte Yebo zur Saison 2022/23 mit seinem Wechsel nach Chemnitz in die Bundesliga zurück. In der Saison 2022/23 war er bester Korbschütze der Sachsen (12,8 Punkte je Begegnung). Im Januar 2024 wurde er Bundesliga-Spieler des Monats. Im April 2024 gewann Yebo mit Chemnitz den Europapokalwettbewerb FIBA Europe Cup, in der Bundesliga erreichte man im selben Jahr das Halbfinale. Yebo war mit 15,7 Punkten je Begegnung in der Chemnitzer Mannschaft auch in der Bundesliga-Saison 2023/24 führend.
Im Juli 2024 vermeldete der FC Bayern München Yebos Verpflichtung. In der Münchener Mannschaft blieb er Ergänzungsspieler, laut Abendzeitung setzten ihm in dieser Zeit auch „persönliche Sorgen“ zu. In der Bundesliga bestritt er für die Bayern 13 Spiele (3,2 Punkte je Begegnung), in der Euroleague erzielte er in 15 Einsätzen im Durchschnitt 2,3 Punkte. Im März 2025 kehrte Yebo nach Chemnitz zurück.

### Nationalmannschaft
2023 wurde Yebo in die Nationalmannschaft der Elfenbeinküste berufen.